# Demba A. Jawo

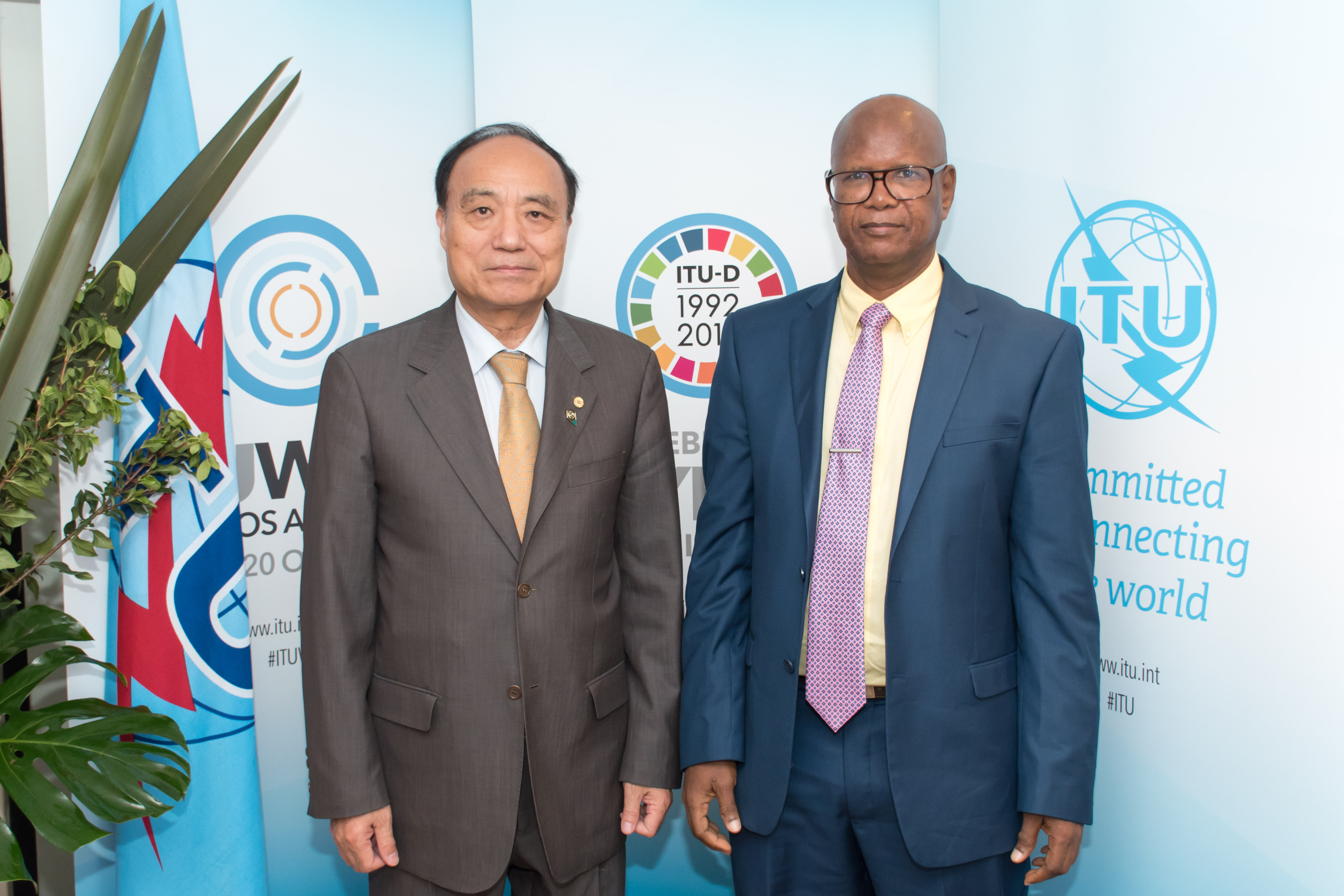
ITU Secretary-General Houlin Zhao mit Demba A. Jawo in Buenos Aires (2017)

Demba Ali „Jamanka“ Jawo (* 1950er-Jahre in Choya) ist ein Journalist und Politiker im westafrikanischen Staat Gambia. Von Februar 2017 bis Juni 2018 war er Minister für Information und Kommunikation (Minister of Information and Communication) im Kabinett Adama Barrow I.

## Leben
Der Journalist Jawo begann in den 1990ern bei der Tageszeitung The Daily Observer als freier Reporter zu arbeiten. Später stieg er auf in der Position eines Redakteurs auf. Er verlor diesen Posten, als die Zeitung 1999 an Staatspräsident Yahya Jammeh verkauft wurde. Im Anschluss bekam er einen Zwei-Jahres-Vertrag als Chefredakteur bei der Zeitung The Independent. Nach dieser Anstellung war Jawo in Vollzeit als Präsident bei der Gambia Press Union (GPU) angestellt. Während dieser Zeit schrieb er bei der The Independent noch eine Kolumne – bis die Zeitung 2006 nach Behördenauflagen verboten wurde. Wegen des politischen Umfeldes für Journalisten ging Jawo nach Dakar in Senegal ins Exil und arbeitete von nun an bei der African Press Agency (APANEWS).
Am 22. Februar 2017 ernannte der neu gewählte Präsident Adama Barrow Jawo als Informations- und Kommunikationsminister in sein Kabinett. Nach seiner Ernennung sagte er:

“… he will use his tenure to help reinvent Gambia’s troubled media landscape would as an effective contributor to improving the country’s democratic credentials.”

„… er will seine Amtszeit nutzen, um zu helfen, die beunruhigte Medienlandschaft von Gambia neu zu erfinden, als wirksamer Beitrag zur Verbesserung der demokratischen Qualifikationen des Landes.“

Bei einer größeren Kabinettsumbildung am 29. Juni 2018 schied er aus dem Kabinett aus. 2019 veröffentlichte er sein autobiographisches Werk A Date with Destiny.

## Werke
- Demba A. Jawo: A Date with Destiny. Fulladu Publishers, 2019, ISBN 978-9983-960-69-3.